# Furuno
Furuno Electric Co., Ltd., är en japansk tillverkare av marinelektronik, speciellt ekolod-, radar-, radio- och tidvis också GPS-utrustning.
Huvudkontoret ligger i Nishinomiya i Hyōgo prefektur; grundat 1951, börsintroducerat 1982, cirka 1200 medarbetare. 
Under en period tillverkade man även utrustning inom medicinteknik och lantmäteri.